# ISS-Expeditie 3
ISS-Expeditie 3 was de derde expeditie naar het Internationaal ruimtestation ISS.

## Bemanning
- Frank Culbertson, bevelhebber -  Verenigde Staten
- Michail Tjoerin, vlucht-ingenieur -  Rusland
- Vladimir Dezjoerov, vlucht-ingenieur -  Rusland

## Missie parameters
- Perigeum: 384 km
- Apogeum: 396 km
- Glooiingshoek: 51.6°
- Omlooptijd: 92 min
- Gekoppeld aan het ISS : 12 augustus, 2001, 18:41:46 UTC
- Afgekoppeld van het ISS: 15 december, 2001, 17:28 UTC
- Tijd gekoppeld aan het ISS: 124 dagen 22 u, 46 min, 14 s